# Phú Nghĩa, Đồng Nai
Phú Nghĩa là một xã thuộc tỉnh Đồng Nai, Việt Nam.

## Địa lý
Xã Phú Nghĩa có vị trí địa lý:
- Phía đông giáp xã Đức Hạnh
- Phía tây giáp xã Đa Kia và huyện Lộc Ninh
- Phía nam giáp thị xã Phước Long
- Phía bắc giáp xã Đak Ơ.

Xã Phú Nghĩa có diện tích 145,01 km², dân số năm 2002 là 7.455 người, mật độ dân số đạt 51 người/km².
Đây là nơi đặt huyện lỵ tạm thời của huyện Bù Gia Mập.

## Lịch sử
Ngày 5 tháng 4 năm 2002, Chính phủ ban hành Nghị định số 36/2002/NĐ-CP về việc thành lập xã Phú Nghĩa trên cơ sở 14.501 ha diện tích tự nhiên và 7.455 người của xã Đức Hạnh.